# Cotesia ogara
Cotesia ogara är en stekelart som beskrevs av Papp 1990. Cotesia ogara ingår i släktet Cotesia och familjen bracksteklar. Inga underarter finns listade i Catalogue of Life.